# Стась, Андрей Леонидович
Андре́й Леони́дович Стась (бел. Андрэй Леанідавіч Стась; род. 18 октября 1988, Минск) — белорусский хоккеист, центральный нападающий и капитан минского «Динамо», выступающего в КХЛ. Младший брат хоккеиста Сергея Стася. Входит в топ-5 лидеров в истории КХЛ по количеству сыгранных матчей.

## Карьера
Выступал ранее за два минских клуба: «Юность-Минск» и «Керамин».
В составе сборной Беларуси провёл 188 матчей, отметился 74 (31+43) набранными баллами. Участник зимних Олимпийских игр 2010, участник 9 чемпионатов мира (2009, 2010, 2011, 2012, 2013, 2014, 2015, 2016, 2017). В составе молодёжной сборной Белоруссии принял участие в чемпионате мира 2007 года, заработав 1 (1+0) очко, и 2008 года (дивизион I), набрав 3 (0+3) очка в 5 играх. В составе юниорской (U18) сборной Белоруссии выступал на чемпионате мира 2005 (дивизион I), где набрал 1 (0+1) балл в 4 встречах, а также на турнире 2006 года, также отметившись одним ассистентским баллом в 6 матчах.
После травмы Алексея Калюжного на чемпионате мира 2016 стал капитаном команды. На том чемпионате стал лучшим снайпером и одним из лучших бомбардиров команды на турнире, проведя все 7 матчей и заработав 5 очков (5+0).
В сезоне-2024/25 был капитаном минского «Динамо», которое провело лучший сезон за 17 лет выступлений в КХЛ. Клуб дошел до второго раунда плей-офф КХЛ, уступив челябинскому «Трактору» в серии до четырех побед со счетом 1:4. 2 декабря 2024 года в выездном матче с «Сибирью» набрал 200-е очко за карьеру в КХЛ (на 5-й минуте ассистировал Егору Борикову). Стась играл в КХЛ с момента основания лиги в 2008 году. На его счету 200 (80+120) очков в 888 матчах за «Динамо», ЦСКА, «Нефтехимик», «Авангард» и «Трактор».
10 января 2025 года Стась провел 900-й матч в КХЛ, это случилось в матче регулярного чемпионата против «Сибири». Больше всего матчей в лиге Стась провел за минское «Динамо» — 420. Также он выступал в ЦСКА (56), «Авангарде» (260), «Нефтехимике» (64) и «Тракторе» (100).
На пресс-конференции по итогам сезона-2024/25 генеральный директор «Динамо» Артем Каркоцкий сообщил, что клуб ведет переговоры о продлении контракта с нападающим. В сезоне нападающий с учетом регулярного чемпионата и плей-офф принял участие в 65 матчах, заработал 14 (6+8) бомбардирских баллов при показатели полезности «0». 5 июня 2025 года официально продлил контракт с минским «Динамо» на один сезон.

## Достижения
- Победитель чемпионата мира среди юниорских (U18) команд 2005
- Серебряный призер чемпионата Беларуси (2008)
- Серебряный призер чемпионата мира IВ среди молодежных команд 2008
- Обладатель Кубка Полесья (2008, 2009)
- Обладатель Кубка Шпенглера (2009)
- Лучший игрок года Беларуси (2016)
- Чемпион России (2015, 2021)
- Серебряный призер чемпионата России (2019)
- Обладатель Кубка Гагарина (2021) в составе «Авангарда»